# Rubus potentilloides
Rubus potentilloides är en rosväxtart som beskrevs av William Edgar Evans. Rubus potentilloides ingår i släktet rubusar, och familjen rosväxter. Inga underarter finns listade i Catalogue of Life.